# Bayannurosaurus
Bayannurosaurus ("ještěr z Bayin-Nur") byl rod iguanodontního ornitopodního dinosaura, žijícího v období rané křídy na území dnešního Vnitřního Mongolska (autonomní oblast Číny). Jediný známý druh B. perfectus byl popsán na základě výborně dochované a značně kompletní fosilní kostry (odtud druhové jméno).

## Popis a význam
Tento velký, převážně kvadrupední, býložravý ornitopod obýval východní Asii v době rané křídy. Je významným prvkem pro pochopení geografického rozšíření iguanodontů v kritickém období po přelomu jurské a křídové periody před zhruba 145 miliony let.

## Systematické zařazení
B. perfectus byl ornitopod ze skupiony Ankylopollexia a jeho blízkými příbuznými byly například rody Hypselospinus a Ouranosaurus. Nepatřil však ještě do nadčeledi Hadrosauroidea.